# Elly Ameling
Elly Ameling, nata Elisabeth Sara Elly Ameling (Rotterdam, 8 febbraio 1933), è un soprano olandese.

## Biografia
Studiò con Bodi Rapp, Jo Bollekamp, Sem Dresden e Jacoba Dresden-Dhont e successivamente canzoni classiche francesi con Pierre Bernac. Vinse il primo premio al Vocal Concours in 's-Hertogenbosch nei Paesi Bassi nel 1956 ed il Concorso internazionale di Ginevra nel 1958. 
Dopo aver debuttato come cantante di concerto a Rotterdam nel 1953, cantò per più di 40 anni nei più celebri centri culturali del mondo. Le sue frequenti esibizioni con le più famose orchestre sinfoniche del mondo guidate da direttori come Sir Bernard Haitink, Rafael Kubelík, Carlo Maria Giulini, Benjamin Britten, Seiji Ozawa, Wolfgang Sawallisch, Kurt Masur, Sir Neville Marriner, Karl Münchinger, André Previn, Edo de Waart e numerosi altri, la indicarono come una delle più grandi cantanti del suo tempo.
La sua carriera è stata principalmente impostata sull'esecuzione di lied con alcune escursioni nelle opere di Mozart e Haydn. Altro suo cavallo di battaglia sono state le canzoni del repertorio classico tedesco e francese. Eseguì anche musica da camera, opere e oratori. Negli Stati Uniti fece il suo debutto al Lincoln Center di New York nel 1968 e per l'opera nel 1974 nel ruolo di Ilia nell'Idomeneo di Mozart a Washington.
Ha cantato anche musica contemporanea, particolarmente dei suoi connazionali Bertus van Lier e Robert Heppener. Ameling ha inciso più di 150 albums vincendo numerosi premi, fra i quali The Edison Award, il Grand Prix du Disque e il Preis der Deutschen Schallplattenkritik. Per i servigi resi alla musica, Elly Ameling ha ricevuto quattro lauree honoris causa e nominata cavaliere nel 1971 dalla regina d'Olanda ricevendo l'Orde van Oranje Nassau, e nel 2008 la più elevata decorazione civile olandese, l'Order of the Netherlands Lion.
Oggi Elly Ameling è molto ambita, in tutto il mondo, per master classes per cantanti e accompagnatori.

## Registrazioni selettive
- Icon: Elly Ameling, The Dutch Nightingale (8CD), 2012, EMI Classics
- Elly Ameling 75 jaar, Live Concertopnamen 1957-1991, Nederlandse Omroep (5CD), 2008, Radio Broadcasts 1957-91, incl. Richard Strauss "Vier letzte Lieder", Van Omnium audiovisueel, GW 80003.
- The Artistry of Elly Ameling (5CD), Philips (Universal).
- Elly Ameling, After Hours..., Songs von Gershwin, Porter, Prévert a.o.; E.A., Louis van Dijk, Philips (Universal).
- Elly Ameling, Sentimental Me, Songs von Porter, Ellington, Sondheim a.o.; E.A., Louis van Dijk, Polygram Classics.
- Elly Ameling, Sweet Was The Song, international christmas songs, EMI.
- Elly Ameling, The Early Recordings (4CD), DHM (Sony BMG).
- Bach, Arias from Cantatas for soprano, Oboe and B.C., E.A., Han de Vries (Oboe), Albert de Klerk (Organ), Richte van der Meer (Cello), EMI.
- Bach, Bauern-, Kaffee-, Hochzeitskantate, Non sa che sia dolore, E.A., G.English, S.Nimsgern, Collegium Aureum,  DHM (Sony BMG).
- Bach, Kantaten, Ein feste Burg, Jauchzet Gott, Wachet auf, English Chamber Orchestra, Raymond Leppard, Dt. Bachsolisten, Helmut Winschermann, Philips (Universal).
- Bach, Johannes-Passion, Stuttgarter Kammerorchester, Karl Münchinger, Decca (Universal).
- Bach, Matthäus-Passion, Stuttgarter Kammerorchester, Karl Münchinger, Decca (Universal).
- Bach, Magnificat/Osteroratorium, Stuttgarter Kammerorchester, Karl Münchinger, Decca (Universal).
- Bach, Weihnachtsoratorium, Stuttgarter Kammerorchester, Karl Münchinger, Decca (Universal).
- Berlioz, Les Nuits d'été, Atlanta S.O., Robert Shaw, Telarc.
- Brahms, Lieder, E.A., Rudolf Jansen, Hyperion.
- Cimarosa: Requiem & Concertante for Flute, Oboe & Orchestra - Academy of St. Martin in the Fields/Aurèle Nicolet/Birgit Finnilä/Choeur du Festival de Montreux/Elly Ameling/Orchestre de Chambre de Lausanne/Richard van Vrooman/Vittorio Negri, 1994 Philis
- Fauré, Lieder, Complete Songs (4CD), E.A., Gérard Souzay, Dalton Baldwin, Brilliant (Joan Records).
- Fauré, Requiem, Rotterdam Philharmonic Orchestra, Jean Fournet, Philips (Universal).
- Grieg, Peer Gynt, San Francisco S.O., Edo de Waart, Philips (Universal).
- Händel, Messiah, St Martin-in-the-Fields, Sir Neville Marriner, Decca.
- Haydn, Orlando Paladino, Orchestre de Chambre de Lausanne, Antal Dorati, Philips (Universal).
- Haydn, Lieder, Elly Ameling, Jörg Demus, Brilliant Classics (3-Disc re-issue)
- Mahler, Symphonie Nr.2 & Symphonie Nr.4, Royal Concertgebouw Orchestra, Bernard Haitink, Philips (Universal).
- Martin, Le mystère de la nativité, Orchestre de la Suisse Romande, Ernest Ansermet, Cascavelle.
- Martin, Frank Martin interprète Frank Martin, E.A. a.o., Frank Martin, Jecklin Disco.
- Mozart, Requiem, Wiener Philharmoniker, Istvan Kertesz, Decca.
- Mozart, Schubert, Opern-und Konzertarien, Rotterdam P.O., Edo de Waart, Pentatone.
- The complete Mozart-Edition Vol. 24 (Lieder, Notturni), Philips (Universal).
- Mendelssohn, Elias, Leipziger Gewandhausorchester, Wolfgang Sawallisch, Philips (Universal).
- Poulenc, Edition du centenaire 1899-1963 (Melodien und Lieder), EMI Classics.
- Ravel, Mélodies-Lieder, Shéhérazade, E.A., Rudolf Jansen, Erato (Warner).
- Schubert, Lieder (4CD), E.A., Dalton Baldwin, Rudolf Jansen, Philips (Universal).
- Schubert, Schumann, Lieder, Elly Ameling, Jörg Demus, DHM (Sony BMG).
- Schubert, Duette-Terzette-Quartette, E.A., Janet Baker, Dietrich Fischer-Dieskau, Peter Schreier, Gerald Moore, Deutsche Grammophon.
- Schumann, Frauenliebe- und Leben, E.A., Dalton Baldwin, Pentatone.
- Vivaldi, Berühmte geistliche Chorwerke, Nulla in mundo pax, English Chamber Orchestra, Vittorio Negri, Philips (Universal).
- Vivaldi, Juditha Triumphans, Kammerorchester Berlin, Vittorio Negri, Philips (Universal).
- Wolf, italienisches Liederbuch, Goethe- und Keller-Lieder, E.A., Tom Krause, Irwin Gage, Rudolf Jansen, GLOBE.
- Wolf, spanisches Liederbuch, E.A., Rudolf Jansen (Piano), Hyperion.